# Samy Picard
Samy Picard (Lussemburgo, 8 giugno 1988) è un ex cestista lussemburghese.

## Palmarès
- Campionato lussemburghese: 3

Amicale Steesel: 2015-16, 2016-17, 2017-18
- Coppa del Lussemburgo: 3

Amicale Steesel: 2015, 2017, 2018